# Amanite vireuse
Pour les articles homonymes, voir Ange de la mort.
Amanita virosa
Espèce
Amanita virosa, de son nom vernaculaire l'Amanite vireuse, aussi appelée Ange de la mort est un champignon basidiomycète mortel du genre Amanita, de la famille des Amanitaceae.

## Taxinomie

### Nom binomial accepté
Selon Index Fungorum (22 sept. 2015) :
- Amanita virosa Bertill. 1866

### Synonymes
Selon BioLib (22 sept. 2015) :
- Agaricus virosus Fr. 1838
- Agaricus virosus var. virosus Fr. 1838
- Amanita phalloides subsp. virosa (Fr.) Gilbert
- Amanitina virosa (Fr.) E.-J. Gilbert 1941

## Caractéristiques

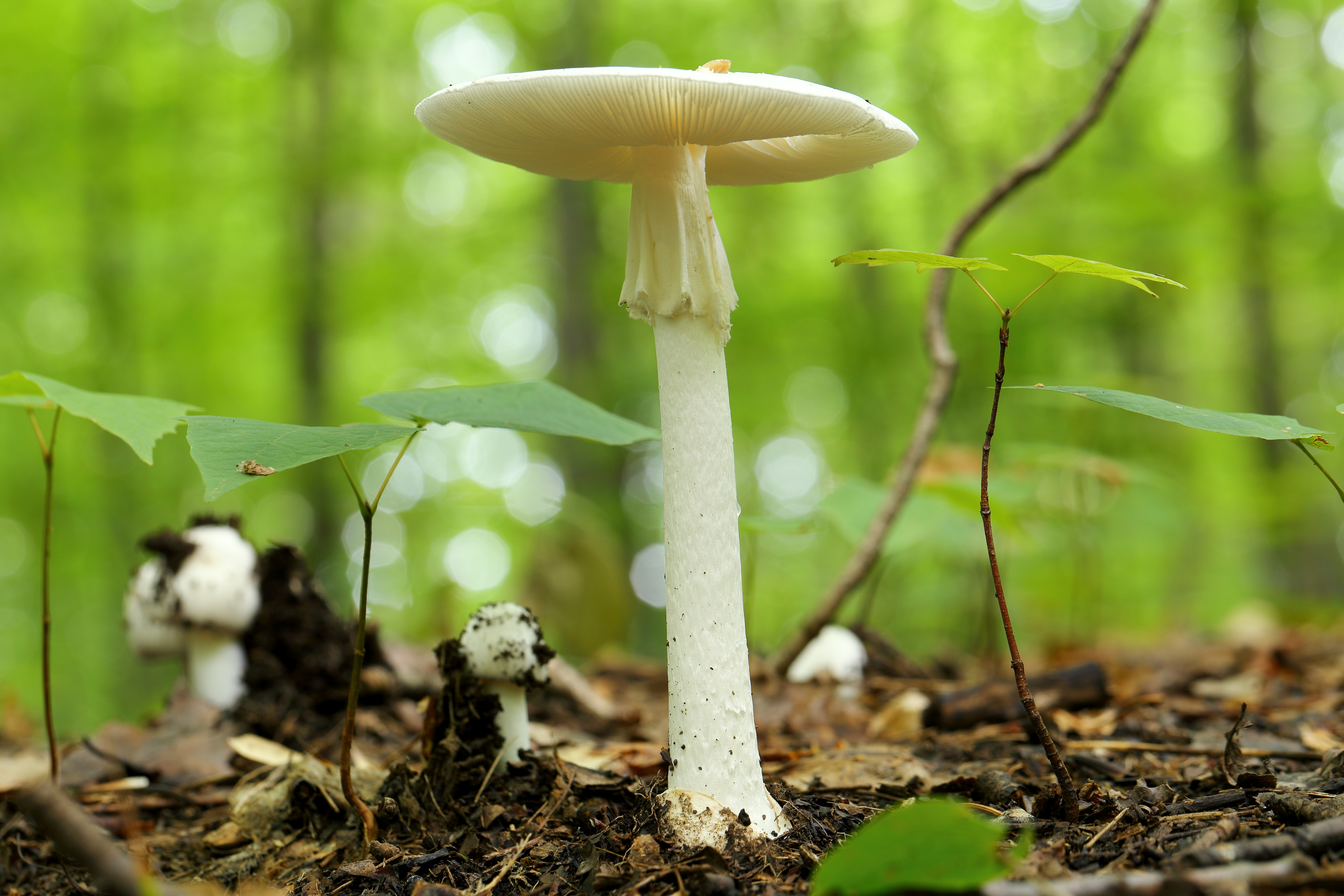
Un Amanite vireuse dans un boisé

Entièrement blanc, le chapeau (jusqu'à 8-10 cm) est blanc souvent dissymétrique et de forme irrégulière. Les lames sont blanches, le pied élancé et pelucheux peut mesurer 10 à 15 cm de longueur pour 1,5 à 2 cm de diamètre. Le pied bulbeux est pourvu d'un anneau blanc membraneux et fragile donc souvent déchiré. À la base du pied se trouve la volve membraneuse, en forme de sac.

## Habitat
L'Amanite vireuse pousse en forêt de l'été à la fin de l'automne plutôt sous conifères, mais parfois aussi sous feuillus (bouleaux).

## Syndrome phalloïdien
L'Amanite vireuse est mortelle, aussi toxique que l'amanite phalloïde, son ingestion entraîne les mêmes symptômes, car la substance toxique est la même : l'amanitine[Laquelle ?].
Un seul exemplaire de taille moyenne suffit pour tuer un homme.
Les symptômes apparaissent après une longue période de latence. Entre 4 et 16 heures après l'ingestion apparaissent de fortes nausées, des douleurs gastriques violentes, des diarrhées, et des vomissements. Puis 6 jours après l'ingestion se déclare le 2e stade de l'intoxication qui est une destruction du foie. Environ 60 % des victimes meurent.

## Confusions possibles
- Amanite vireuse avec l'Amanite citrine : (variété blanche) l'amanite citrine a une odeur de radis, ou pomme de terre crue, que l'amanite vireuse n'a pas du tout.
- Amanite vireuse avec les agarics : les agarics ont, sur des exemplaires adultes, des lames roses, l'amanite vireuse est entièrement blanche.

## Autres médias
L'Amanite vireuse est employée comme instrument de meurtre dans l'épisode no 2 de la Saison 4 d'Inspecteur Barnaby.